# Liste des conseillers départementaux de Vaucluse
Pour un article plus général, voir Conseil départemental de Vaucluse.

## Composition du conseil départemental (2015-septembre 2017)

Étiquettes politiques des conseillers départementaux de Vaucluse à la suite des élections de 2015.

Le conseil départemental de Vaucluse comprend 34 conseillers départementaux issus des 17 cantons de Vaucluse.

FG: 2 sièges
PS: 7 sièges
EELV: 3 sièges
DVD: 2 sièges
LR: 10 sièges
FN: 6 sièges
LS: 4 sièges

| Parti      | Parti | Parti                                | Élus | Groupe                          |
| ---------- | ----- | ------------------------------------ | ---- | ------------------------------- |
| Majorité   |       | Les Républicains                     | 8    | Majorité de droite et du centre |
| Majorité   |       | Union des démocrates et indépendants | 2    | Majorité de droite et du centre |
| Majorité   |       | Divers droite                        | 2    | Majorité de droite et du centre |
| Opposition |       | Parti socialiste                     | 7    | Union de la gauche              |
| Opposition |       | Europe Écologie Les Verts            | 3    | Union de la gauche              |
| Opposition |       | Parti communiste                     | 2    | Union de la gauche              |
| Opposition |       | Front national                       | 6    | FN et alliés                    |
| Opposition |       | Ligue du Sud                         | 4    | FN et alliés                    |

## Composition du conseil départemental (septembre 2017-2021)
| Parti      | Parti | Parti                                | Élus                 | Groupe                          |
| ---------- | ----- | ------------------------------------ | -------------------- | ------------------------------- |
| Majorité   |       | Les Républicains                     | 8                    | Majorité de droite et du centre |
| Majorité   |       | Union des démocrates et indépendants | 2                    | Majorité de droite et du centre |
| Majorité   |       | Divers droite                        | 2                    | Majorité de droite et du centre |
| Opposition |       | Parti socialiste                     | 6                    | Union de la gauche              |
| Opposition |       | Europe Écologie Les Verts            | 2                    | Union de la gauche              |
| Opposition |       | Parti communiste                     | 2                    | Union de la gauche              |
| Opposition |       | La République en marche              | 2                    | Union de la gauche              |
| Opposition |       | Rassemblement national               | 6 puis 5 (nov. 2018) | RN et alliés                    |
| Opposition |       | Ligue du Sud                         | 4                    | RN et alliés                    |
| Opposition |       | Divers droite                        | 0 puis 1 (nov. 2018) | Non-inscrits                    |

## Liste des conseillers départementaux de Vaucluse (2015-2021)
| Canton                       | Conseiller départemental  | Parti | Parti          | Qualité                                                                     |
| ---------------------------- | ------------------------- | ----- | -------------- | --------------------------------------------------------------------------- |
| Arrondissement d'Apt         |                           |       |                |                                                                             |
| Apt                          | Dominique Santoni         |       | LR             | Maire d'Apt (2015-)                                                         |
| Apt                          | Maurice Chabert           |       | LR             | Maire de Gordes (1983-2015) Président du conseil départemental              |
| Cheval-Blanc*                | Suzanne Bouchet           |       | DVD            |                                                                             |
| Cheval-Blanc*                | Christian Mounier         |       | DVD            |                                                                             |
| Cavaillon                    | Elisabeth Amoros          |       | LR             |                                                                             |
| Cavaillon                    | Jean-Baptiste Blanc       |       | LR             |                                                                             |
| Pertuis                      | Noëlle Trinquier          |       | EELV           | Ancienne conseillère municipale de Pertuis                                  |
| Pertuis                      | Jean-François Lovisolo    |       | PS             | Maire de La Tour-d'Aigues Président de l'Association des maires de Vaucluse |
| Arrondissement d'Avignon     |                           |       |                |                                                                             |
| Avignon-1                    | Darida Belaïdi            |       | PS             |                                                                             |
| Avignon-1                    | Alain Moretti             |       | PS puis LREM   |                                                                             |
| Avignon-2                    | Sylvie Fare               |       | EELV           |                                                                             |
| Avignon-2                    | Sylvain Iordanoff         |       | EELV puis LREM |                                                                             |
| Avignon-3                    | Delphine Jordan           |       | FG             |                                                                             |
| Avignon-3                    | André Castelli            |       | FG             |                                                                             |
| Bollène                      | Marie-Claude Bompard      |       | LS             | Maire de Bollène                                                            |
| Bollène                      | Xavier Fruleux            |       | LS             |                                                                             |
| Cheval-Blanc*                | Suzanne Bouchet           |       | DVD            |                                                                             |
| Cheval-Blanc*                | Christian Mounier         |       | DVD            |                                                                             |
| L'Isle-sur-la-Sorgue         | Clémence Marino-Philippe  |       | LR             | Avocate à Avignon                                                           |
| L'Isle-sur-la-Sorgue         | Pierre Gonzalvez          |       | LR             | Maire de L'Isle-sur-la-Sorgue                                               |
| Orange                       | Marie-Thérèse Galmard     |       | LS             |                                                                             |
| Orange                       | Yann Bompard              |       | LS             |                                                                             |
| Le Pontet*                   | Danielle Brun             |       | RN             |                                                                             |
| Le Pontet*                   | Joris Hébrard             |       | RN             | Maire du Pontet (2014-)                                                     |
| Sorgues                      | Laure Comte-Berger        |       | UDI            |                                                                             |
| Sorgues                      | Thierry Lagneau           |       | LR             |                                                                             |
| Valréas                      | Corinne Testud Robert     |       | LR             | Adjointe au maire de Visan                                                  |
| Valréas                      | Jean-Marie Roussin        |       | UDI            | Assureur à Valréas                                                          |
| Arrondissement de Carpentras |                           |       |                |                                                                             |
| Carpentras                   | Marie Thomas de Maleville |       | RN             | Conseillère municipale d'Aubignan                                           |
| Carpentras                   | Hervé de Lépinau          |       | RN             | Conseiller municipal de Carpentras                                          |
| Monteux                      | Antonia Dufour            |       | RN puis DVD    |                                                                             |
| Monteux                      | Rémy Rayé                 |       | RN             |                                                                             |
| Pernes-les-Fontaines         | Gisèle Brun               |       | PS             | Cadre dans une entreprise de fournitures agricoles                          |
| Pernes-les-Fontaines         | Max Raspail               |       | PS             | Exploitant agricole retraité, maire de Blauvac                              |
| Le Pontet*                   | Danielle Brun             |       | RN             |                                                                             |
| Le Pontet*                   | Joris Hébrard             |       | RN             | Maire du Pontet (2014-)                                                     |
| Vaison-la-Romaine            | Sophie Rigaut             |       | PS             | Directrice de cabinet de Claude Haut                                        |
| Vaison-la-Romaine            | Xavier Bernard            |       | DVG            | Maire d'Entrechaux (1983-)                                                  |

*Cantons sur deux arrondissements

## Composition du conseil général deVaucluse(2011-2015)

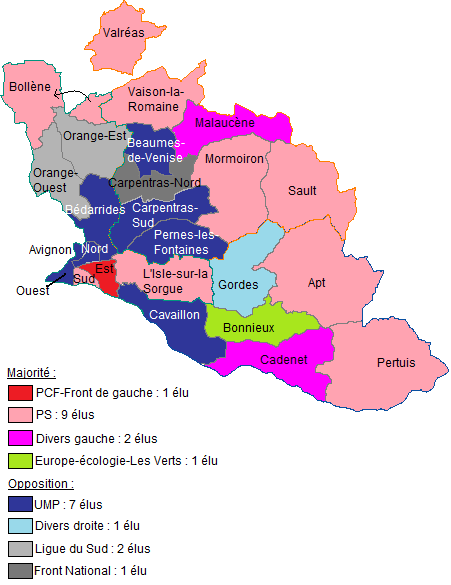
Étiquettes politiques des conseillers généraux de Vaucluse à la suite des cantonales de 2011

| Parti                             | Sigle | Sigle | Élus |
| --------------------------------- | ----- | ----- | ---- |
| Majorité (13 sièges)              |       |       |      |
| Parti communiste français         |       | PCF   | 1    |
| Parti socialiste                  |       | PS    | 9    |
| Divers gauche                     |       | DVG   | 2    |
| Europe Écologie Les Verts         |       | EÉLV  | 1    |
| Opposition (11 sièges)            |       |       |      |
| Union pour un mouvement populaire |       | UMP   | 8    |
| Ligue du Sud                      |       | LS    | 2    |
| Front national                    |       | FN    | 1    |
| Président du Conseil général      |       |       |      |
| Claude Haut (PS)                  |       |       |      |

## Liste des conseillers généraux de Vaucluse (2008-2015)
| Canton                         | Circ. | Conseiller général      | Parti | Parti | Série | Autre mandat                                         |
| ------------------------------ | ----- | ----------------------- | ----- | ----- | ----- | ---------------------------------------------------- |
| Arrondissement d'Apt           |       |                         |       |       |       |                                                      |
| canton d'Apt                   | 5     | Pierre Boyer            |       | PS    | 2011  | Adjoint au maire d'Apt                               |
| canton de Bonnieux             | 2     | Olivier Florens         |       | EÉLV  | 2011  | -                                                    |
| canton de Cadenet              | 2     | Michel Tamisier         |       | DVG   | 2011  | -                                                    |
| canton de Cavaillon            | 2     | Jean-Baptiste Blanc     |       | UMP   | 2008  | -                                                    |
| canton de Gordes               | 5     | Maurice Chabert         |       | UMP   | 2008  | Maire de Gordes                                      |
| canton de Pertuis              | 5     | Maurice Lovisolo        |       | PS    | 2008  | -                                                    |
| Arrondissement d'Avignon       |       |                         |       |       |       |                                                      |
| canton d'Avignon-Est           | 1     | André Castelli          |       | PCF   | 2011  | Conseiller municipal d'Avignon                       |
| canton d'Avignon-Nord          | 1     | Claude Toutain          |       | UMP   | 2008  | Adjoint au maire du Pontet                           |
| canton d'Avignon-Ouest         | 1     | Alain Dufaut            |       | UMP   | 2008  | Sénateur de Vaucluse                                 |
| canton d'Avignon-Sud           | 1     | Michèle Fournier-Armand |       | PS    | 2011  | Députée de Vaucluse Conseillère municipale d'Avignon |
| canton de Bédarrides           | 3     | Thierry Lagneau         |       | UMP   | 2011  | Maire de Sorgues                                     |
| canton de Bollène              | 4     | Jean-Pierre Lambertin   |       | PS    | 2008  | Maire de Lapalud                                     |
| canton de L'Isle-sur-la-Sorgue | 2     | Michel Fuillet          |       | PS    | 2011  | Conseiller municipal de l'Isle-sur-la-Sorgue         |
| canton d'Orange-Est            | 4     | Marie-Claude Bompard    |       | LS    | 2011  | Maire de Bollène                                     |
| canton d'Orange-Ouest          | 4     | Marie Brun              |       | LS    | 2008  | -                                                    |
| canton de Valréas              | 4     | Gérard Santucci         |       | PS    | 2008  | -                                                    |
| Arrondissement de Carpentras   |       |                         |       |       |       |                                                      |
| canton de Beaumes-de-Venise    | 4     | Christian Gonnet        |       | UMP   | 2011  | Maire de Beaumes-de-Venise                           |
| canton de Carpentras-Nord      | 5     | Patrick Bassot          |       | FN    | 2011  | Conseiller municipal de Carpentras                   |
| canton de Carpentras-Sud       | 3     | Jean-Michel Ferrand     |       | UMP   | 2008  | Ancien député de Vaucluse (1986-2012)                |
| canton de Malaucène            | 4     | Xavier Bernard          |       | DVG   | 2011  | Maire d'Entrechaux                                   |
| canton de Mormoiron            | 5     | Max Raspail             |       | PS    | 2011  | Maire de Blauvac                                     |
| canton de Pernes-les-Fontaines | 3     | François Pantagène      |       | UMP   | 2008  | Adjoint au maire de Pernes-les-Fontaines             |
| canton de Sault                | 5     | André Faraud            |       | PS    | 2008  | Maire de Sault                                       |
| canton de Vaison-la-Romaine    | 4     | Claude Haut             |       | PS    | 2008  | Sénateur de Vaucluse                                 |